# Högsbo
Högsbo é um bairro (stadsdel) do sudoeste da cidade sueca de Gotemburgo, localizado a 6 km do centro. 
Compreende os bairros locais de Flatås, Högsbo industriområde, Högsbohöjd, Högsbotorp e Kaverås. O seu centro está na praça Axel Dahlström, onde se encontra a casa da cultura Axel-Huset, albergando biblioteca, centro dos tempos livres, diversos locais de conferências e um café. Tem uma área de 5,1 quilômetros quadrados e uma população de cerca de 16 824 (2008).
Foi uma das 21 freguesias administrativas da cidade de Gotemburgo entre 1989 e 2009, tendo em 2010 sido fundida com Frölunda para forma Frölunda-Högsbo. Em 2011, nova reforma juntou Frölunda-Högsbo a Askim, criando Askim-Frölunda-Högsbo.  
Em 2021, as "freguesias administrativas" cessaram de existir  tendo as suas funções sido centralizadas em 6 "administrações municipais" (fackförvaltningar).

## Etimologia e uso
O topônimo Högsbo parece derivar de "Hök", o nome de um homem residente no sítio (bo). Foi citado pela primeira vez em 1550.

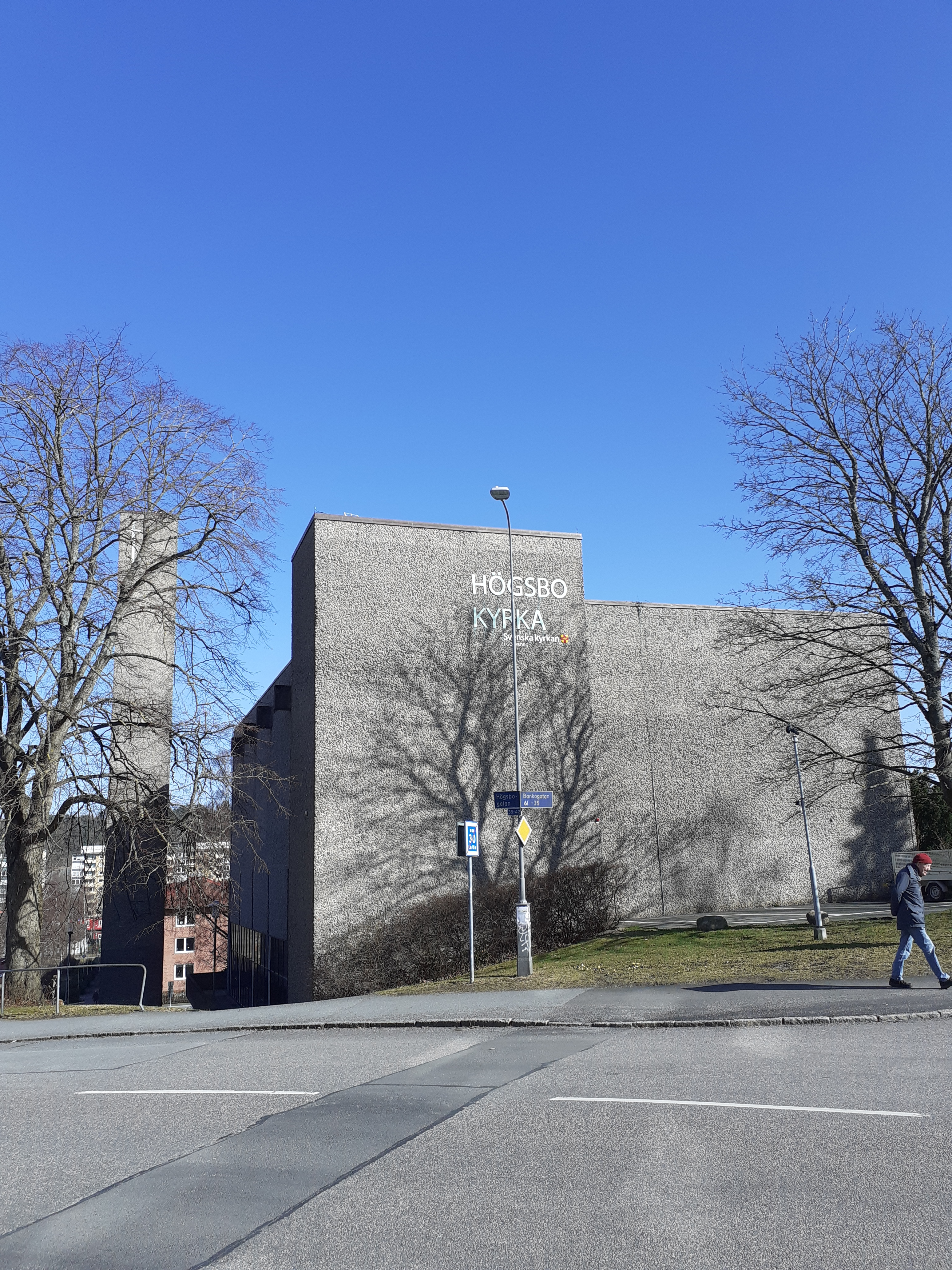
A Igreja de Högsbo
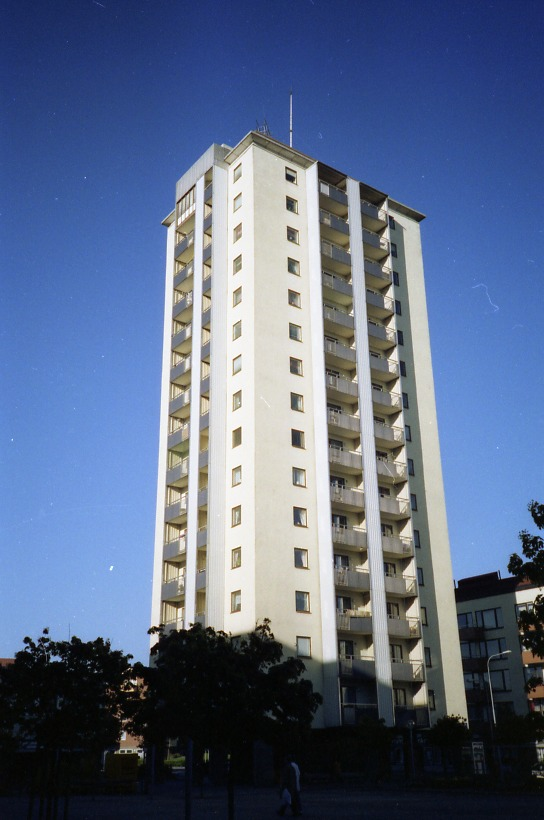
Prédio na praça Axel Dahlströms torg
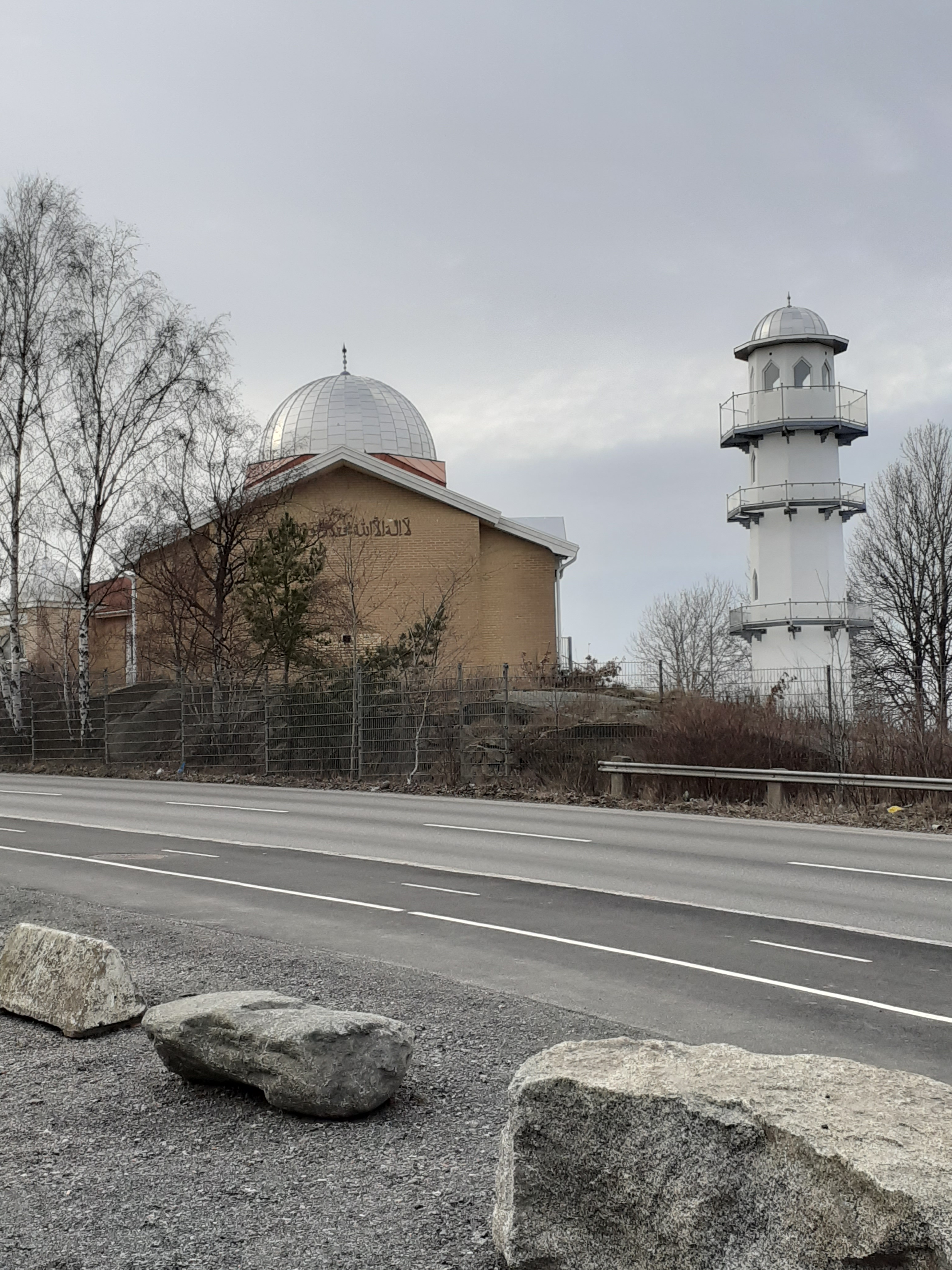
A mesquita de Nasir
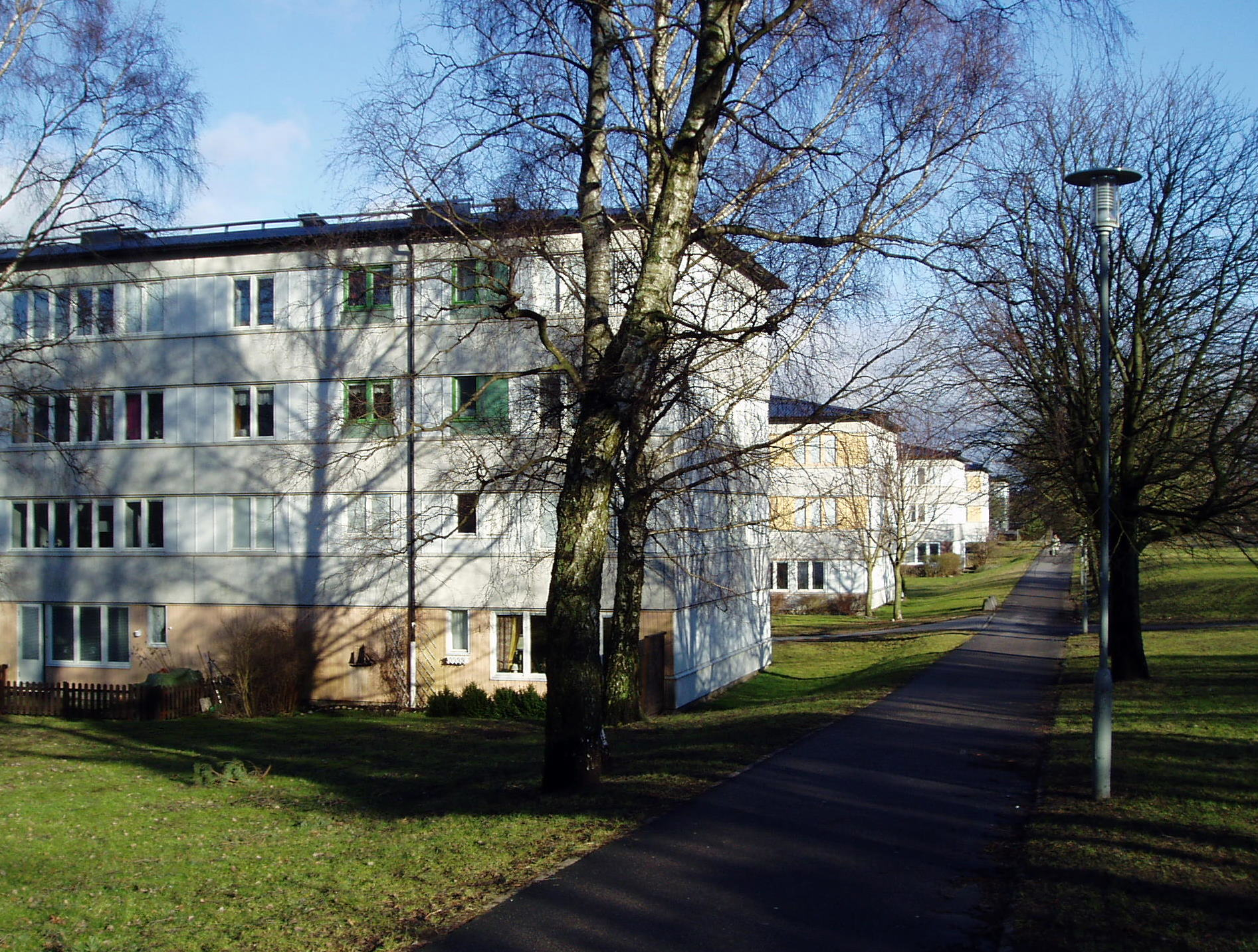
Rua pedonal em Högsbohöjd